# Standard Motor Company

Standard-Logo

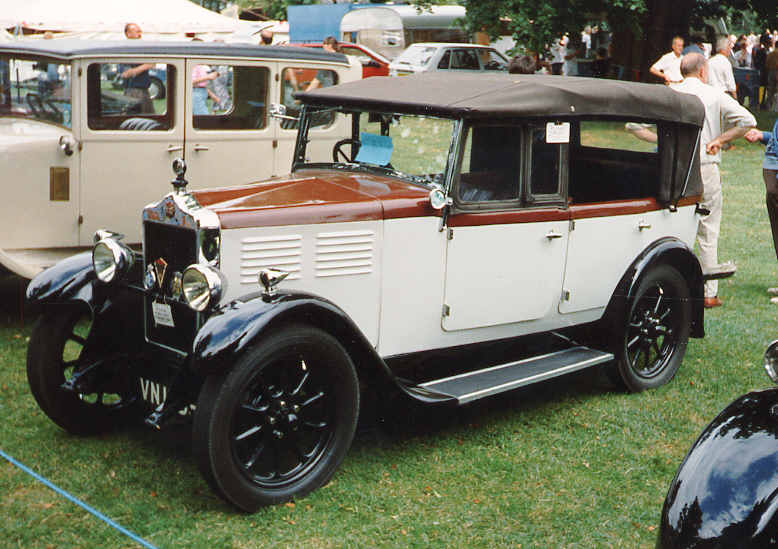
Standard Nine Selby Tourer (1927)

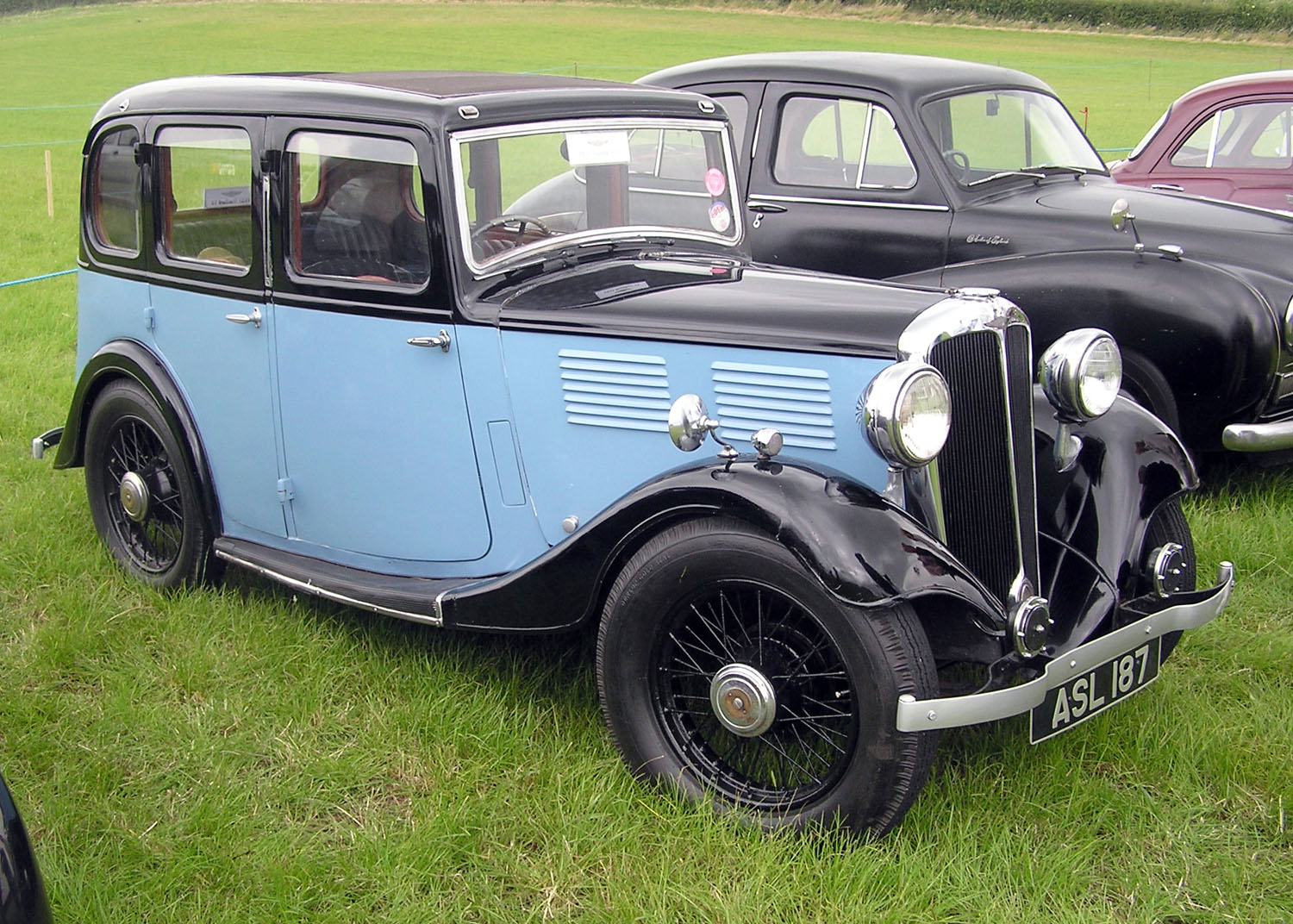
Standard Ten (1933)

Die Standard Motor Company war ein Hersteller von Personenkraftwagen. Das Unternehmen wurde 1903 in Coventry, Großbritannien von Reginald Walter Maudslay (1871–1934) gegründet.

## Geschichte

### 1903–1914
Das Unternehmen wurde in einer kleinen Fabrik in der Much Park Street in Coventry aufgebaut und hatte acht Angestellte, die das erste Auto mit Einzylindermotor, 3-Gang-Getriebe und Kardanantrieb zur Hinterachse bauten. Dieses erste Fahrzeug wurde schnell durch ein Zweizylindermodell ersetzt, gefolgt von 3- und 4-Zylinder-Versionen, und 1905 dem ersten Sechszylindermodell. Das Unternehmen verkaufte nicht nur komplette Fahrgestelle, sondern auch Motoren zum Einbau in andere Autos, besonders, wenn der Besitzer auf der Suche nach höherer Leistung war. Das Unternehmen hatte einen Stand auf der London Motor Show 1905 im Glaspalast in London, wo ein Londoner Autohändler, (Sir) Charles Friswell sich damit einverstanden erklärte, die gesamte Jahresproduktion zu übernehmen. 1907 wurde Friswell Vorstandsvorsitzender der Firma und arbeitete hart daran, die Reputation der Firma zu erhöhen, bis er schließlich 70 Autos an König Georg V. und seinen Hofstaat für das „Royal Durbah“ in Delhi 1911 liefern durfte. Fiswell verkaufte seine Anteile an Standard 1912 an Siegfried Bettman und C. J. Band, die Gründer der Triumph Motor Cycle Company, die später zur Triumph Motor Company wurde. 1914 ging Standard an die Börse.

### Der Erste Weltkrieg
Im Ersten Weltkrieg stellte das Unternehmen über 1000 Flugzeuge, wie z. B. die Royal Aircraft Factory BE12, die Royal Aircraft Factory R.E.8, die Sopwith Pup und die Bristol F.2B her, und zwar in einem neuen Werk in Canley, das 1916 eröffnet wurde und das Hauptwerk für die künftige Produktion wurde.

### 1919–1939
Die Herstellung von zivilen Automobilen begann 1919 wieder mit einer Reihe kleiner Autos, und 1924 hatte das Unternehmen einen Marktanteil, der dem von Austin vergleichbar war. Man stellte 1924 über 10.000 Autos her, aber in den späten 1920er-Jahren sanken die Profite wegen hoher Investitionen, einem geplatzten Exportvertrag und schlechter Verkaufschancen großer Autos. 1929 wurde Captain John Black von Hillman als Managing Director in die Geschäftsleitung aufgenommen. Er betrieb den Verkauf von Fahrgestellen an Stellmacherbetriebe wie Jensen, New Avon und Swallow (die später zu Jaguar wurden). Reginald Maudsley verließ das Unternehmen 1934 und starb kurz darauf im Alter von 64 Jahren.
In den 1930er Jahren verbesserte sich die Situation mit neuen Modellen wie dem Standard Nine und dem Standard Ten, die der unteren Mittelklasse angehörten. Bei der Motor Show 1935 wurde die Modellreihe der „Flying Standards“ angekündigt, die schon halb-aerodynamische, bei Briggs gebaute Karosserien hatten.

### Der Zweite Weltkrieg
Während des Zweiten Weltkrieges stellte das Unternehmen weiterhin Autos her, allerdings hauptsächlich Lieferwagen. Dennoch war das bekannteste Produkt aus dieser Zeit das Flugzeug Mosquito, hauptsächlich die Version FB VI, von der über 1.100 Stück gebaut wurden. 750 Stück Airspeed Oxford wurden ebenfalls hergestellt, und auch 20000 Bristol-Mercury-VIII-Motoren und 3000 Bristol-Beaufighter-Rümpfe.
Weitere Kriegsgüter waren 4.000 Beaverette-Autos mit leichter Panzerung und ein leichtes „Jeep“-Modell.

### Die Nachkriegsjahre

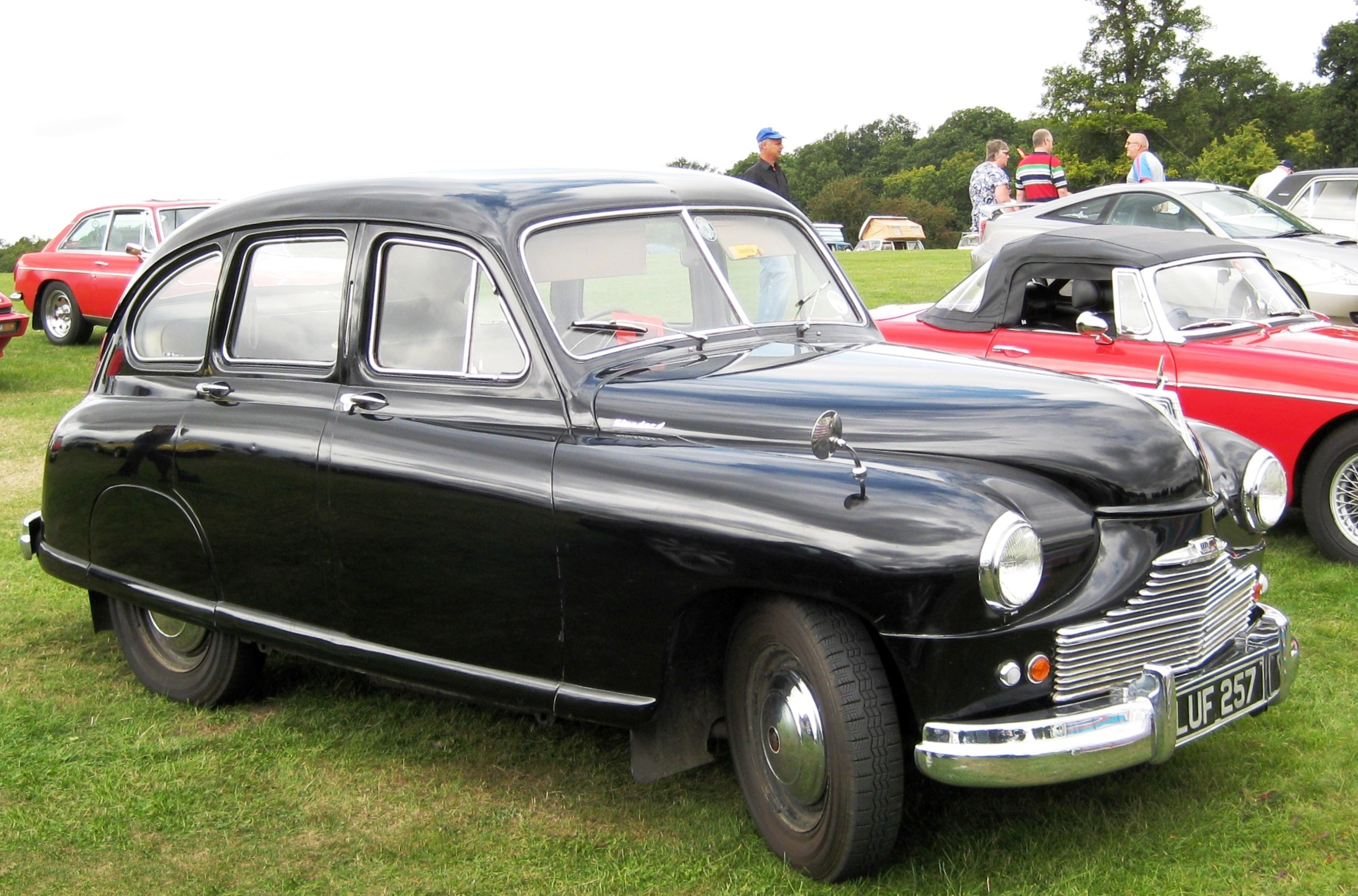
Standard Vanguard (Phase I) (1945–1948)

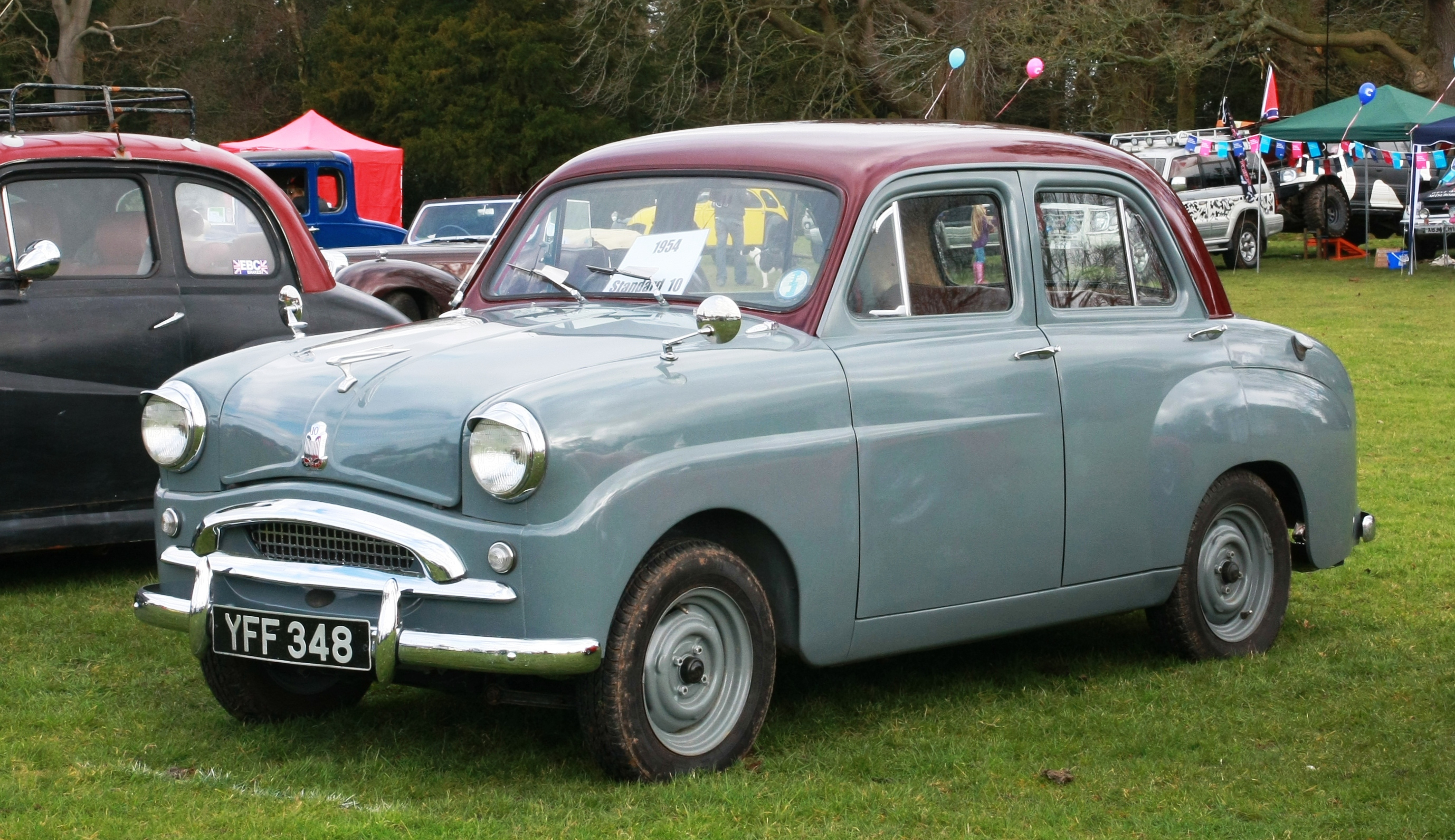
Standard Ten (1954–1961)

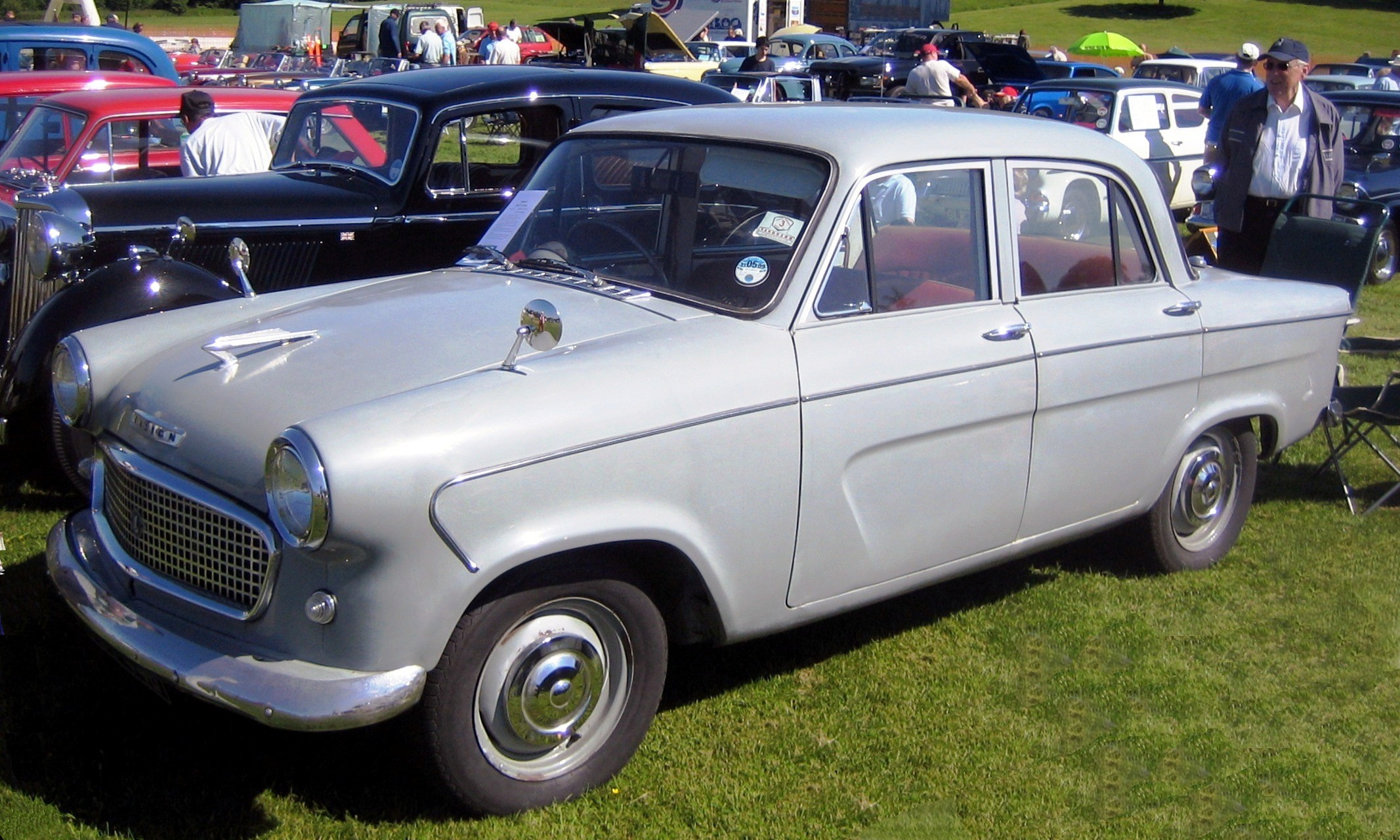
Standard Ensign (1957–1961)

Als der Frieden einkehrte, wurden bald wieder die Vorkriegsmodelle Eight und Twelve hergestellt. Wichtiger war noch die von Sir John Black arrangierte Übernahme der Triumph Motor Company, die in Konkurs geraten war, für 75.000 GBP. Triumph wurde zur 100%igen Tochter von Standard und nannte sich „Triumph Motor Company (1945) Ltd.“. Ebenso akquirierte man einen lukrativen Vertrag, den kleinen Ferguson-Traktor zu bauen. Dies half, die großen Fabrikhallen, die von der Kriegsproduktion übrig geblieben waren, zu füllen.
Ab 1948 verfolgte Standard mit dem Vanguard zunächst eine Ein-Modell-Politik. Der von Walter Belgrove nach amerikanischen Vorstellungen entworfene Wagen war stilistisch einer der modernsten britischen Pkw seiner Zeit. 1953 bzw. 1954 wurden die kleineren Modelle Eight und Ten eingeführt, die das Standard-Programm unterhalb des Vanguard II ergänzten. Mit ihnen wandte sich Standard dem Konzept der selbsttragenden Karosserie zu, die 1955 auch der Vanguard Phase III erhielt. Sir John Black schied 1954 aus, offiziell wurden „gesundheitliche Probleme“ als Grund angeführt, tatsächlich aber verlangte das Direktorium sein Ausscheiden. Blacks Stellvertreter und langjähriger Assistent Alick Dick übernahm daraufhin den Vorsitz. Obwohl Standard in den 1950er-Jahren Montagelinien in Australien, Kanada, Indien und Südafrika aufbaute, geriet das Unternehmen zum Ende des Jahrzehnts in wirtschaftliche Schwierigkeiten. Standard hatte nicht mehr genug Kapital, um vollständig neue Modelle zu entwickeln. Stattdessen baute das Unternehmen auf der Grundlage des Vanguard Phase III eine weit gefächerte Palette unterschiedlich ausgerichteter Varianten auf: Eine leistungsgesteigerte Version des Vanguard III wurde ab 1956 als Sportsman verkauft, eine betont schlichte Ausführung für Flottenkäufer ab 1957 als Ensign. 1958 wurde der Vanguard Phase III mit nur geringfügigen stilistischen und technischen Änderungen zum Vanguard Vignale weiterentwickelt, der parallel zum Ensign bis 1961 im Programm blieb. Seine letzte Variante, der Vanguard Six, hatte einen Reihensechszylindermotor, der später bei Triumph breite Verwendung fand. Der bisherige Vanguard Vignale wurde ab 1962 noch zwei Jahre lang unter der Bezeichnung Ensign DeLuxe weiterverkauft.
Auf der Suche nach Partnern für eine Expansion verhandelte Standard in den späten 1950er-Jahren mit Chrysler, Massey-Harris-Ferguson, Rootes, Rover und Renault, blieb aber jeweils ohne Erfolg. 1960 wurde Standard schließlich von der Leyland Motors Limited übernommen, die 20 Millionen GBP bezahlte. 1963 stellte Leyland die Marke Standard komplett ein und führte den Automobilbau allein mit der Marke Triumph fort. 1968 fusionierte Leyland mit dem bisherigen Konkurrenten British Motor Corporation (BMC) zur British Leyland Motor Corporation (BLMC).

### Markenrechte
BMW erwarb 1994 die Rover-Gruppe, den Nachfolger der British Leyland Motor Corporation. Das mittlerweile zu MG Rover umfirmierte Unternehmen wurde 2000 an eine britische Investorengemeinschaft verkauft. Zusammen mit Mini, Riley und Triumph verblieb Standard bei BMW. Zudem gehörte die British Motor Heritage, die 1975 von BLMC gegründet wurde und sich mit historischen Fahrzeugen der BLMC beschäftigt, weiterhin zu BMW. Während BMW die anderen Marken behielt, gingen die Markenrechte an Standard an die 2001 wieder privatisierte und damit eigenständige British Motor Heritage.

## Standard in Indien
Dennoch blieb der Name „Standard“ in Indien bis in die 1980er Jahre erhalten. Man stellte dort den Triumph Herald als „Standard Herald“ her, aber mit zusätzlichen 4- und 5-türigen Varianten.
1970 überwarf sich Standard in Indien mit British Leyland und führte 1971 eine viertürige Version des Herald als „Standard Gazel“ ein, mit der bekannten 948 cm³-Maschine. Der Gazel wurde nur in kleiner Zahl bis 1977 gebaut – vermutlich, um die Fertigungslizenz nicht zu gefährden. Die Produktion bei Standard wurde dann eingestellt, bis 1985 der „Standard 2000“ herauskam, der auf dem Rover SD1 basierte. Der Wagen war modifiziert – mit größerer Bodenfreiheit und einer alten 1991 cm³-Maschine vom Standard Vanguard – und nicht erfolgreich. Seine Herstellung wurde 1987 aufgegeben. Dies war das letzte Auto, das den Namen „Standard“ trug.

## Standard-Automodelle aus Großbritannien

### Vor dem Ersten Weltkrieg
| Jahr      | Typ            | Motor                                     | Produktion |
| --------- | -------------- | ----------------------------------------- | ---------- |
| 1903      | 6 hp           | 1006 cm³ sv 1-Zylinder                    |            |
| 1904–1905 | 12/15          | 1926 cm³ sv 2-Zylinder                    |            |
| 1905      | 16 hp          | 3142 cm³ sv 4-Zylinder                    |            |
| 1905–1908 | 18/20          | 4714 cm³ sv 6-Zylinder                    |            |
| 1906      | 10 hp          | 631 cm³ sv 2-Zylinder                     |            |
| 1906      | 16/20          | 3531 cm³ sv 4-Zylinder                    |            |
| 1906      | 24/30          | 5232 cm³ sv 6-Zylinder                    |            |
| 1906–1912 | 50 hp          | 11734 cm³ sv 6-Zylinder                   |            |
| 1907      | 15 hp          | 1593 cm³ sv 6-Zylinder                    |            |
| 1907–1908 | 30 hp          | 5297 cm³ sv 6-Zylinder                    |            |
| 1908–1911 | 20 hp          | 4032 cm³ sv 6-Zylinder                    |            |
| 1908–1911 | 40 hp          | 6167 cm³ sv 6-Zylinder                    |            |
| 1909–1911 | 16 hp          | 2688 cm³ sv 4-Zylinder                    |            |
| 1910–1911 | 12 hp          | 1656 cm³ sv 4-Zylinder                    |            |
| 1911–1914 | 20 hp          | 3620 cm³ (3336 cm³ ab 1913) sv 6-Zylinder |            |
| 1911–1912 | 15 hp          | 2368 cm³ sv 4-Zylinder                    |            |
| 1912      | 25 hp          | 4032 cm³ sv 6-Zylinder                    |            |
| 1913–1918 | 9.5 hp Model S | 1087 cm³ sv 4-Zylinder                    |            |

### 1919–1939
| Jahr      | Typ                 | Motor                            | Produktion |
| --------- | ------------------- | -------------------------------- | ---------- |
| 1919–1921 | 9.5 hp Model SLS    | 1328 cm³ sv 4-Zylinder           |            |
| 1921–1923 | 8 hp                | 1087 cm³ sv 4-Zylinder           |            |
| 1921–1923 | 11.6 hp SLO         | 1598 cm³ ohv 4-Zylinder          |            |
| 1922–1926 | 13.9 hp SLO-4       | 1307 cm³ ohv 4-Zylinder          |            |
| 1923–1927 | 11.4 hp V3          | 1307 cm³ ohv 4-Zylinder          |            |
| 1926–1928 | 13.9 hp V4          | 1944 cm³ ohv 4-Zylinder          |            |
| 1927–1928 | 18/36 hp            | 2230 cm³ ohv 6-Zylinder          |            |
| 1927–1930 | 9 hp                | 1153 oder 1287 cm³ sv 4-Zylinder |            |
| 1929–1933 | 15 hp               | 1930 oder 2054 cm³ sv 6-Zylinder |            |
| 1930–1933 | 9.9 hp Big Nine     | 1287 cm³ sv 4-Zylinder           |            |
| 1931–1935 | 20 hp Envoy         | 2552 cm³ sv 6-Zylinder           |            |
| 1932–1933 | Little Nine         | 1006 cm³ sv 4-Zylinder           |            |
| 1932–1933 | Little Twelve       | 1337 cm³ sv 6-Zylinder           |            |
| 1932–1933 | Big Twelve          | 1497 cm³ sv 6-Zylinder           |            |
| 1934      | 12/6                | 1497 cm³ sv 6-Zylinder           |            |
| 1934–1935 | 10/12 Speed Model   | 1608 cm³ sve 4-Zylinder          |            |
| 1934–1936 | Nine                | 1052 cm³ sv 4-Zylinder           |            |
| 1934–1936 | Ten                 | 1343 cm³ sv 4-Zylinder           |            |
| 1934–1936 | Twelve              | 1608 cm³ sv 4-Zylinder           |            |
| 1934–1936 | Sixteen             | 2143 cm³ sv 6-Zylinder           |            |
| 1935–1936 | Twenty              | 2664 cm³ sv 6-Zylinder           |            |
| 1936–1937 | 20 hp               | 2686 cm³ sv V8-Zylinder          |            |
| 1937–1938 | Flying Ten          | 1267 cm³ sv 4-Zylinder           |            |
| 1937–1940 | Flying Twelve       | 1608 cm³ sv 4-Zylinder           |            |
| 1937–1940 | Flying Nine         | 1131 cm³ sv 4-Zylinder           |            |
| 1937–1940 | Flying Light Twelve | 1343 cm³ sv 4-Zylinder           |            |
| 1937–1940 | Flying Fourteen     | 1608 oder 1776 cm³ sv 4-Zylinder |            |
| 1937–1940 | Flying Twenty       | 2143 cm³ sv 6-Zylinder           |            |
| 1938–1940 | Flying Eight        | 1021 cm³ sv 4-Zylinder           |            |

### 1945–1963
| Jahr      | Typ                | Motor                                                  | Produktion   |
| --------- | ------------------ | ------------------------------------------------------ | ------------ |
| 1945–1948 | Eight              | 1021 cm³ sv 4-Zylinder                                 | 383.139      |
| 1945–1948 | Twelve             | 1608 cm³ sv 4-Zylinder                                 | 9.959        |
| 1945–1948 | Fourteen           | 1776 cm³ sv 4-Zylinder                                 | 22.229       |
| 1947–1953 | Vanguard Phase I   | 2088 cm³ ohv 4-Zylinder                                | 184.799      |
| 1953–1955 | Vanguard Phase II  | 2088 cm³ ohv 4-Zylinder 2092 cm³ ohv 4-Zylinder Diesel | 81.074 1.973 |
| 1953–1957 | Eight              | 803 cm³ ohv 4-Zylinder                                 | 136.317      |
| 1954–1956 | Ten                | 948 cm³ ohv 4-Zylinder                                 | 172.500      |
| 1955–1958 | Vanguard Phase III | 2088 cm³ ohv 4-Zylinder                                | 37.194       |
| 1956–1957 | Sportsman          | 2088 cm³ ohv 4-Zylinder                                | 901          |
| 1957–1961 | Ensign             | 1670 cm³ ohv 4-Zylinder 2092 cm³ ohv 4-Zylinder Diesel | 18.852       |
| 1957–1959 | Pennant            | 948 cm³ ohv 4-Zylinder                                 | 42.910       |
| 1958–1961 | Vanguard Vignale   | 2088 cm³ ohv 4-Zylinder                                | 26.276       |
| 1960–1963 | Vanguard Six       | 1998 cm³ ohv 6-Zylinder                                | 9.953        |
| 1962–1963 | Ensign II          | 2138 cm³ ohv 4-Zylinder                                | 2.318        |

### Militärfahrzeuge und Lieferwagen
| Jahr      | Typ                 | Motor                                                                  | Produktion |
| --------- | ------------------- | ---------------------------------------------------------------------- | ---------- |
| 1940–1943 | Standard Beaverette | 1776 cm³ sv 4-Zylinder                                                 |            |
| 1940–1944 | 12 hp Light Utility | 1608 cc sv 4-Zylinder                                                  |            |
| 1943      | Jeep                | 1608 cm³ sv 4-Zylinder                                                 |            |
| 1947–1958 | 12cwt               | 2088 cm³ ohv 4-Zylinder                                                |            |
| 1954–1962 | 6cwt                | 948 cm³ ohv 4-Zylinder                                                 |            |
| 1958–1962 | Standard Atlas      | 948 cm³ ohv 4-Zylinder                                                 |            |
| 1961–1962 | Atlas Major         | 1670 cm³ ohv 4-Zylinder                                                |            |
| 1962–1963 | Standard 15/20      | 1147 cm³ ohv 4-Zylinder, 2138 cm³ ohv 4-Zylinder, 2260 cm³ Dieselmotor |            |